# KDevelop
KDevelop est un environnement de développement intégré (IDE) pour KDE.
Le développement de KDevelop a commencé en 1998 par Sandy Meier et a été développé à partir de l'API Qt de Trolltech.
Cet environnement de développement gère de nombreux langages et propose des facilités telles que la gestion automatique du projet avec automake, l'édition des fichiers d'interface utilisateur (.ui), la création de la documentation du projet.
On notera également la possibilité d'accéder facilement à une documentation très complète référencée sur de multiples API, que ce soient celui de GIMP ou de Qt.
Il permet donc de créer très facilement un projet logiciel. Il prend en charge une multitude de langages de programmation tels que C, C++, Java, Pascal, PHP, Perl, Python, Ruby… Il propose par défaut d'utiliser l'éditeur Kate.
Il intègre également les outils Qt-Designer pour la création d'interface graphique et Qt-Linguist pour la gestion de l'internationalisation.
La première version de KDevelop 5 est parue en août 2016.